# Deutscher Kriegerbund

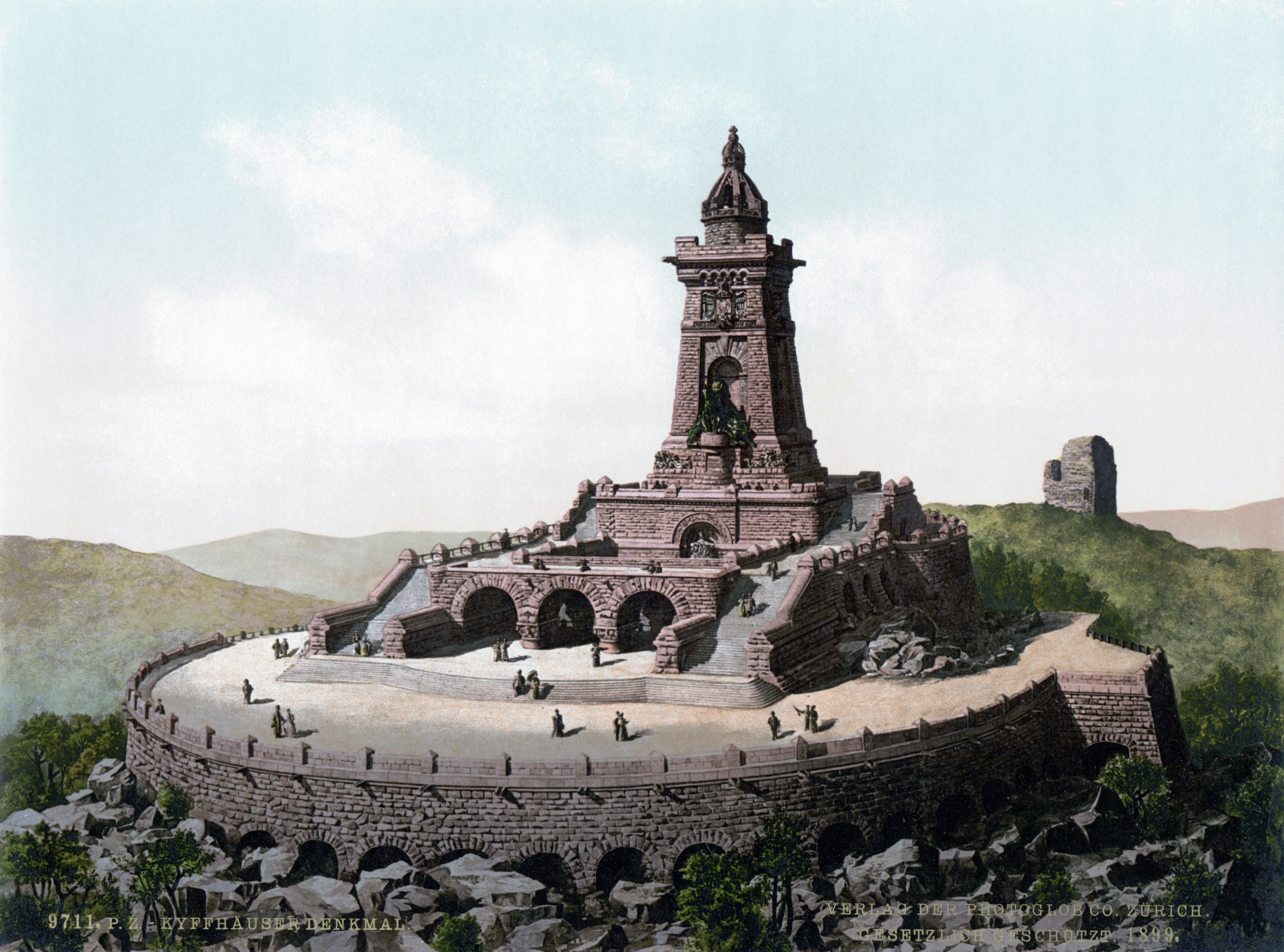
El memorial de Kyffhäuser alrededor de 1900.

La Liga Guerrera Alemana (en alemán: Deutscher Kriegerbund) fue una asociación de veteranos de guerra y reservistas en Alemania establecida en abril de 1873 en Weißenfels.
Sus orígenes se encuentran en una asociación de soldados establecida en 1786 por los fusileros del ejército de Federico II de Prusia en Wangerin/Pomerania. El propósito original de las asociaciones de veteranos de guerra era proporcionar a sus miembros y exsoldados arreglos apropiados para el entierro. Los exsoldados sintieron la necesidad de tumbas conmemorativas que preservarían la dignidad de sus antiguos compañeros de armas y los honrarían incluso después de su muerte. Este tipo de asociación recibió un impulso considerable después de las victoriosas batallas de Prusia contra los ejércitos danés (1864), austriaco (1866) y francés en 1871.
Varias de estas asociaciones de veteranos establecieron la Deutscher Kriegerbund uniendo esfuerzos para una causa común en 1873. En abril de 1897, la Deutscher Kriegerbund se convirtió en la Liga de Guerreros del País Prusiano (alemán: Preußischer Landeskriegerverband). Su antiguo nombre Deutscher Kriegerbund se mantuvo para ciertos tratos económicos y sociales. En esta forma, fue un precursor de las últimas disposiciones de bienestar social de los militares alemanes, como la Asistencia Nacionalsocialista para Víctimas de Guerra. Dado que inicialmente estaba dominada por grupos de soldados del antiguo ejército prusiano, las asociaciones de veteranos locales de Baviera, Sajonia, Württemberg, Hessen y Baden preferían permanecer fuera de su círculo. La Deutscher Kriegerbund comenzó los esfuerzos para construir un monumento que honraría y representaría a los guerreros alemanes en 1888.
Este monumento, ubicado en la cima de la montaña Kyffhäuser de 473 m de altitud, se inauguró finalmente el 16 de junio de 1896. El edificio conmemorativo complació e inspiró a las otras asociaciones de veteranos de guerra alemanas que se habían mostrado renuentes a unirse a la Deutscher Kriegerbund. Como resultado de este cambio de actitud, los pasos para formar una organización más amplia se tomaron en 1900 y se formó la Kyffhäuserbund. Esta organización inclusiva integró las anteriormente dispersas asociaciones de veteranos de guerra alemanes, que había sido uno de los principales objetivos de la Deutscher Kriegerbund.